# Caecum imperforatum
Caecum imperforatum är en snäckart som beskrevs av Kanamacher 1798. Caecum imperforatum ingår i släktet Caecum och familjen Caecidae. Inga underarter finns listade i Catalogue of Life.